# Jean d'Ormesson
Jean d'Ormesson (Parigi, 16 giugno 1925 – Neuilly-sur-Seine, 5 dicembre 2017) è stato uno scrittore e giornalista francese; soprannominato Jean d'O - il cui nome completo è Jean Bruno Wladimir François-de-Paule Le Fèvre, conte d'Ormesson - ebbe fama internazionale nel campo della narrativa, della saggistica e del giornalismo.
La sua opera è entrata nel 2015 nella prestigiosa Bibliothèque de la Pléiade, edita da Gallimard, una delle più importanti collane al mondo per cura filologica, introduzioni alle opere e apparati critici, con la tiratura eccezionale di 20 000 copie. Tra le opere selezionate per il volume: La gloria dell'Impero, A Dio piacendo e Il romanzo dell'ebreo errante. Fu una consacrazione toccata in vita a pochissimi autori.

## Biografia
Figlio di André d'Ormesson, ambasciatore di Francia, nel periodo della giovinezza trascorse vari anni in Baviera, in Romania e in Brasile. Fino alla vendita del maniero, le sue vacanze si svolgono essenzialmente nel castello di Saint-Fargeau, che farà da sfondo al suo romanzo A Dio piacendo.
Dopo le classi preparatorie al Liceo Henri IV di Parigi, entra all'École Normale Supérieure, e alla conclusione del ciclo consegue l'agrégation de philosophie (particolare qualifica di professore universitario o di liceo). Nel 1950 diventa segretario generale del Consiglio internazionale della filosofia e delle scienze umane dell'UNESCO, diventandone il presidente nel settembre 1992.
Dal 1952 al 1971 è vice-caporedattore della rivista Diogène della quale, nel 1971, diventa membro del comitato di redazione e in seguito caporedattore.
A più riprese è membro di gabinetti ministeriali e fa parte delle delegazioni francesi presso numerose conferenze internazionali, come, ad esempio, quelle organizzate presso l'Assemblea generale delle Nazioni Unite, nel 1948.
Nel 1974, diventa direttore del quotidiano nazionale francese Le Figaro. Lascia l'incarico nel 1977 per dissensi con l'editore dell'epoca, Robert Hersant.
Jean d'Ormesson è eletto alla Académie française il 18 ottobre 1973, all'età di 48 anni. È in particolare grazie al suo sostegno e ai suoi sforzi che nel 1980 la scrittrice Marguerite Yourcenar è entrata a far parte della prestigiosa Accademia, prima donna ad essere accolta tra gli Immortali della Francia. Dal 30 ottobre 2009 è decano di elezione.
Jean d'Ormesson ha continuato in seguito a collaborare regolarmente con il giornale Le Figaro con la sua rubrica Dibattiti ed opinioni.
La sua prima biografia, scritta da Arnaud Ramsay, Jean d'Ormesson o l'eleganza della felicità, è pubblicata in Francia nel 2009.
Nel 2012, Jean d'Ormesson interpreta il ruolo del presidente della Repubblica François Mitterrand nel film La cuoca del presidente di Christian Vincent.

## Vita privata
Fin dalla giovinezza Jean d'Ormesson nutre una passione sviscerata per l'Italia, e in particolare per Venezia dove ha anche abitato per lunghi periodi. La sua unica figlia, Héloïse d'Ormesson, ha fondato e dirige l'omonima casa editrice.

## Opere pubblicate in Italia
- La gloria dell'Impero. Romanzo (La gloire de l'Empire), trad. Augusto Donaudy, Collana La Scala, Rizzoli, Milano, I ed. 1973, pp. 458;
- A Dio piacendo. Romanzo (Au plaisir de Dieu), trad. Giovanni Bogliolo, Collana La Scala, Rizzoli, Milano, I ed. novembre 1975, pp. 534; A Dio piacendo. La saga di una grande famiglia, Collana BUR n. 206, Rizzoli, Milano, I ed. dicembre 1977;
- Dio. Vita e opere. Il romanzo della creazione del mondo (Dieu: sa vie, son oeuvre), trad. Giovanni Bogliolo, Collana La Scala, Rizzoli, Milano, I ed. 1982, pp. 418;
- Il mio ultimo pensiero sarà per voi. Una biografia sentimentale di Chateaubriand (Mon dernier rêve sera pour vous), trad. Giovanni Bogliolo, Collana La Scala, Rizzoli, Milano, I ed. ottobre 1984, pp. 387;
- Il vento della sera. Romanzo (Le vent du soir), trad. Giovanni Bogliolo, Collana La Scala, Rizzoli, Milano, I ed. ottobre 1986, ISBN 978-88-17-67336-5, pp. 310;
- Giornale di bordo. Gli ebrei, i comunisti, le trappole della violenza, a cura di I. Facco, trad. G. Secco, Collana Romanzi, Spirali, Milano, 1987, ISBN 978-88-7770-228-9;
- Il romanzo dell'ebreo errante (Histoire du juif errant), trad. Giovanni Bogliolo, Collana Scala stranieri, Rizzoli, Milano, I ed. aprile 1992, ISBN 978-88-17-67338-9, pp. 460;
- La dogana di mare (La douane de mer), Romanzo, Collana La Scala, Rizzoli, Milano, I ed. 1994, ISBN 978-88-17-67343-3;
- La creazione del mondo (La création du monde), trad. Luciana Brambilla, Collana Romanzi, Spirali, Milano, 2007, ISBN 978-88-7770-785-7, pp. 196;
- Odore del tempo (Odeur du temps), Collana L'alingua n. 298, Spirali, Milano, 2008, ISBN 978-88-7770-824-3;
- La conversazione (La conversation), Collana Intersections, Edizioni Clichy, Firenze, 2013, ISBN 978-88-6799-002-3;
- Un giorno me ne andrò senza aver detto tutto (Un jour je m'en irai sans avoir tout dit: roman), trad. T. Gurrieri, Collana Gare du Nord, Edizioni Clichy, Firenze, I ed. maggio 2014, ISBN 978-88-6799-117-4.
- Che cosa strana è il mondo (C'est une chose étrange à la fin que le monde), trad. T. Gurrieri, Collana Gare du Nord, Barbès, Firenze, 2011, Edizioni Clichy, Firenze, 2015, ISBN 978-88-6799-162-4.
- Guida degli smarriti (Guide des égarés), trad. Giovanni Bogliolo, Collana Biblioteca Neri Pozza, Neri Pozza Editore, Vicenza, Dicembre 2017, ISBN 978-88-545-1494-2.
- Il mio canto di speranza (Comme un chant d'espérance), Edizioni Clichy, Firenze, 2015
- Malgrado tutto, direi che questa vita è stata bella (Je dirai malgré tout que cette vie fut belle), Neri Pozza Editore, Vicenza, 2017

## Opere non tradotte
- Un amour pour rien: roman, Julliard, Paris, 1960, pp. 219
- Le vagabond qui passe sous une ombrelle trouée, Gallimard, Paris, 1978, pp. 311
- Album Chateaubriand: iconographie choisie et commentée par Jean d'Ormesson, Collection Bibliotèque de la Pléiade. Album 27, Gallimard, Paris, 1988, pp. 359
- Et toi mon coeur pourquoi bats-tu, textes choisis et présentés par Jean d'Ormesson, Laffont, Paris, 2003, pp. 426.